# Pedro Laurentino
Pedro Laurentino est une municipalité brésilienne située dans l'État du Piauí.